# FC Olympic Sint-Pieters-Gent
FC Olympic Sint-Pieters-Gent was een voetbalclub uit Gent. De club sloot in augustus 1939 aan bij de KBVB met stamnummer 2827.
In november 1953 werd de club uit de bondslijsten geschrapt.

## Geschiedenis
De eerste jaren nam de club niet deel aan de competitie in provinciale afdelingen.
Pas na de Tweede Wereldoorlog deed men dat wel. De club speelde tussen 1945 en 1951 vijf seizoenen in Derde Provinciale. 
In 1945-1946 werd men vijfde. Het volgende seizoen nam de club niet aan de competitie deel.
In 1947-1948 eindigde Olympic Sint-Pieters als tweede na kampioen Aalter in Derde Provinciale C.
De volgende drie seizoenen kon de club deze prestatie niet meer evenaren en belandde Olympic Sint-Pieters in de onderste regionen.
De club nam na 1950-1951 niet meer aan de provinciale competities deel en werd in 1953 door de KBVB van de bondslijsten geschrapt.